# Hà Đình Đức
Phó Giáo sư, Tiến sĩ Hà Đình Đức sinh ngày 23 tháng 3 năm 1940 tại xã Xuân Thành, huyện Thọ Xuân, tỉnh Thanh Hóa. Ông là giảng viên cao cấp tại Khoa Sinh học – Trường Đại học Tổng hợp Hà Nội (nay là trường Trường Đại học Khoa học Tự nhiên, Đại học Quốc gia Hà Nội).
Từ năm 1991, ông bắt đầu hoạt động bảo vệ hồ Hoàn Kiếm, đặc biệt là loài rùa rùa Hồ Gươm quý hiếm sống ở đó. Ông là Thành viên Quốc tế Bảo vệ Các Loài Động vật và Thực vật Quý hiếm (Species Survival Commission – SSC/IUCN), Hội Bảo vệ Thiên nhiên và Môi trường Thủ đô Hà Nội, Hội Các Ngành Sinh học Hà Nội, Tổ chức Jersey Wildlife Preservation Trust, Hội Bảo vệ Thiên nhiên và Môi trường Việt Nam, Hội Khoa học Lịch sử Việt Nam năm 2006, Hội Di sản Văn hóa Việt Nam, Ủy viên Danh dự Ủy ban Bảo vệ Vườn Quốc gia Fontainebleau, Pháp.

## Quá trình đào tạo
- 1956 - 1959: Học tại Trường Lam Sơn, Thanh Hóa.
- 1959 - 1965: Học tại Trường Đại học Tổng hợp Hà Nội.
- 1987: Bảo vệ luận án Phó Tiến sĩ với đề tài: "Hình thái và Giải phẫu Một số Loài Động vật có Xương sống ở Việt Nam" tại Khoa Sinh học, Trường Đại học Tổng hợp Hà Nội.
- 1988: Tốt nghiệp khoá huấn luyện về: "Bảo vệ và Quản lý Động vật hoang dã" (The Wildlife Conservation and Management Training Program) do Viện Smithsonian (Hoa Kỳ) và Cơ quan Vườn Quốc gia Malaysia tổ chức.
- 1991: Hội đồng Chức danh Giáo sư Nhà nước phong hàm Phó Giáo sư.
- 1993: Nhận bằng tốt nghiệp khoá huấn luyện:
  - "Nhân giống và Bảo vệ các Loài Động vật Đang Lâm nguy" (Breeding and Conservation of Endangered Species);
  - "Quản lý Nuôi và Nhân giống các Loài Động vật Đang Lâm nguy với Mục tiêu Bảo vệ" (Captive Management and Breeding of Endangered Species as an Aid to Conservation) do The Jersey Wildlife Preservation Trust (Anh) tổ chức.

## Hoạt động giáo dục
- 1963 - 1983: Giảng dạy tại Khoa Sinh học Trường Đại học Tổng hợp Hà Nội.
- 1978: Giảng giáo trình Động vật có xương sống tại Trường Đại học Đà Lạt.
- 1981: Hướng dẫn thực tập thiên nhiên cho sinh viên Khoa Sinh học, Trường Đại học Huế.
- 1981: Hướng dẫn thực hành giải phẫu động vật tại Đại học Sư phạm Phnôm Pênh, Campuchia.
- 1983 - 1985: Chuyên gia giáo dục tại Học viện Cao cấp Khoa học Giáo dục Lubango Angola.
- 1985 - nay: Giảng dạy tại Khoa Sinh học – Trường Đại học Khoa học Tự nhiên, Đại học Quốc gia Hà Nội.

## Khen thưởng
- 1986: Huân chương Kháng chiến hạng Ba.
- 1995: Huy chương Vì Sự nghiệp Giáo dục.
- 1996: Huy hiệu Bác Hồ trong cuộc giao lưu truyền thống Hai Giỏi Toàn quốc "Giỏi Kháng Chiến – Giỏi Kiến Quốc". Kỷ niệm 50 năm ngày Chủ tịch Hồ Chí Minh soạn thảo Lời kêu gọi toàn quốc kháng chiến.
- 1996: Có tên trong tập sách "Người tốt – Việc tốt, Những bông hoa đẹp" do Ban Tuyên giáo Thành ủy – Hội đồng thi đua Thành phố Hà Nội xuất bản năm 1996.
- 1999: Huy chương Vì Sự nghiệp Khoa học và Công nghệ.
- 2004: Người tốt - Việc tốt lần thứ hai, nhân Kỉ niệm 50 năm Giải phóng Thủ đô.
- 2004: Nhà giáo Tiêu biểu năm 2004 của Công đoàn Giáo dục Hà Nội.
- 2005: Bằng khen của Thủ tướng Chính phủ.
- 2006: Kỷ niệm chương Vì Sự nghiệp Phát triển Đại học Quốc gia Hà Nội.
- 2009: Được đề cử giải thưởng lớn "Bùi Xuân Phái – Vì tình yêu Hà Nội" (cùng với nhà Hà Nội học Nguyễn Vinh Phúc và nhà văn Băng Sơn).
- 2012: Được tôn vinh là một trong "10 công dân Thủ đô ưu tú".

## Đánh giá
- "Tuy nhiên, công bằng mà nói, công sức lao động của ông quả đáng được ghi nhận, nhưng thành quả khoa học thì…. 20 năm nghiên cứu của PGS Đức mang đến cho ông một tấm giấy chứng nhận kỷ lục Việt Nam cho người có nhiều bài viết về Rùa Hồ Gươm nhất nước. Song, những bài viết ấy không mang lại cho cộng đồng bất cứ thông tin khoa học nào đáng kể về con rùa Hồ Gươm. Thậm chí, con rùa mà theo ông là cá thể duy nhất ở Hồ Gươm mà ông đặt tên là rùa Lê Lợi, là đực hay cái thì ông cũng không biết.". "Như vậy, không có gì là khó hiểu khi 2 công trình khoa học xuất sắc của "nhà rùa học" Hà Đình Đức chẳng hề có giá trị trong việc cứu rỗi và bảo tồn con rùa già ở Hồ Gươm. Tuy nhiên, ngược lại, có thể sự hy sinh của con rùa già Hồ Gươm sẽ cứu vớt được nền khoa học của nước nhà."[1]
- "Chưa bao giờ ông cảm thấy nao núng, mệt mỏi về công việc, về sự đấu tranh bảo vệ cảnh quan, loài rùa hồ Gươm. Tự thân ông thấy quá gắn bó với "sự nghiệp" này, không dứt ra được. Lúc nào trong đầu ông cũng thường trực những thông tin về hồ Gươm và rùa hồ Gươm."[2]
- "Điều đáng trân trọng ở nhà khoa học này là kể cả khi không được cung cấp tiền và khi không có dự án, ông vẫn dốc tâm, dốc sức vào cái nghiệp của mình."[2]
- "Người có công bảo vệ 2 hồ (hồ Gươm và hồ Tây) cho Hà Nội." - lời Vũ Khiêu.[2]
- "Tới nay ông đã chủ trì nhiều công trình nghiên cứu khoa học về rùa Hồ Gươm, hệ sinh thái Hồ Gươm."[3]
- "Bấy nhiêu năm, ngày nắng cũng như ngày mưa, cứ cụ rùa nổi là ông Đức có mặt bên bờ hồ. Đến mức dân hồ Gươm quá quen mặt ông, gọi ông bằng cái biệt danh đơn giản, dễ nhớ: "Giáo sư rùa"." [4]
- "Nhắc tới PGS-TS Hà Đình Đức chắc chẳng mấy ai thấy xa lạ, bởi tên tuổi ông từ lâu đã gắn liền với rùa, đặc biệt là rùa hồ Gươm" [5]
- "Ông nêu ý tưởng phải xây cột mốc "km 0" thật ấn tượng bằng tất cả các loại đá quý tụ hội từ khắp các tỉnh thành trong cả nước. Địa điểm dựng cột mốc là bên Hồ Gươm..." [cần dẫn nguồn]
- "Giáo sư Hà Đình Đức là nhà khoa học nghiên cứu về văn hóa, lịch sử Hà Nội, từng giảng dạy hơn 40 năm tại khoa Sinh (ĐH Khoa học tự nhiên - ĐHQG Hà Nội). Hồ Gươm là đề tài luôn cuốn hút ông. Ông còn là người có thời gian theo dõi, nghiên cứu lâu nhất về cụ rùa Hồ Gươm, bắt đầu từ năm 1991"[6]
- "Năm năm cảnh báo cũng bằng không!"[7]
- "PGS-TS Hà Đình Đức, nhà "rùa học" nổi tiếng cho hay: hiện nay, độ sâu trung bình của hồ Gươm chỉ còn khoảng 1,2m, đã bị bùn bồi lắng khá nhiều so với quá khứ, vì thế nếu không hút bùn, thì hồ Gươm có nguy cơ biến thành… đầm lầy, nguy hiểm đến tính mạng của cụ rùa"
- "Ăn cũng nghĩ đến rùa, ngủ cũng mơ thấy rùa, đã nhiều lần vác đơn đi gõ cửa kêu cứu giúp rùa hồ Gươm… Đấy chính là giáo sư Hà Đình Đức, hiện đang công tác tại ĐH Quốc gia Hà Nội"
- "dân hồ Gươm quá quen mặt ông, gọi ông bằng cái biệt danh đơn giản, dễ nhớ: "Giáo sư rùa""
- "Arte (Association Relative à la Télévision Européenne) là một kênh truyền hình liên kết Pháp - Đức, với nội dung chủ yếu là các chương trình có chất lượng cao về văn hóa và nghệ thuật.

"Đoàn làm phim đã mời tôi tham gia cuộc phỏng vấn với tư cách là chuyên gia nghiên cứu lâu năm về cụ Rùa, để cung cấp thông tin về quá trình đưa lên bờ và chăm sóc cụ hồi năm ngoái. Họ cũng muốn giới thiệu về kế hoạch bảo tồn cụ Rùa trong tương lai", giáo sư Đức cho hay.""

## Quan điểm về Rùa Hồ Gươm
Bất chấp một số nhân vật quốc tế có uy tín như Farkas B., Webb R.G., Douglas Hendri, cho rằng rùa Hồ Gươm thuộc giống Rafetus swinhoei (Rùa mai mềm Thượng Hải), ông Hà Đình Đức vẫn khẳng định rùa Hồ Gươm là loài riêng và chỉ có một cá thể duy nhất của loài này. Theo ông: "Rùa của Trung Quốc và Đồng Mô trông gớm chết chứ đâu hiền hậu như cụ rùa Hồ Gươm". Ông đã chụp ảnh sọ rùa Thượng Hải và sọ rùa Hồ Gươm ở chùa Hưng Ký để so sánh và kết luận rằng cái tù, cái nhọn; cái ổ mắt bầu dục, cái ổ mắt tròn; tỷ lệ ổ mắt so với sọ khác nhau; xương chẩm cái như thìa, cái gờ nhỏ; phía hàm dưới cái gần hình thang, cái nhọn; hình thái của mai cũng khác nhau....